# Rita Santana
Rita Verônica Franco de Santana (Ilhéus, 22 de agosto de 1969) é uma atriz, escritora  e professora brasileira
É professora licenciada de Letras na UESC. Como atriz, iniciou a sua carreira em 1985 no teatro. Também atuou em pequenas participações no cinema, com destaque para Tieta do Agreste (1995), de Cacá Diegues, em que interpretou a jovem Tonha. Atuou no papel de Flor, na telenovela Renascer.
Estreou na literatura em 1993, publicando contos no Diário da Tarde, de Ilhéus.

## Carreira na TV
- 1993 - Renascer - Flor

## Obras publicadas
- Tramela. Salvador: Casa de Palavras, 2004 (contos)
- Tratado das Veias. Salvador: Selo Letras da Bahia, 2006 (poesia)
- Alforrias. Ilhéus: Editus, 2012 (poesia)[2]